# Friedrichsdorf (Gnarrenburg)
Friedrichsdorf ist ein Ortsteil der Gemeinde Gnarrenburg im Landkreis Rotenburg (Wümme) in Niedersachsen.

## Geographische Lage
Friedrichsdorf ist ein Straßendorf auf der westlichen Seite entlang des Oste-Hamme-Kanals.

## Geschichte

### Ortsgründung und Einwohnerzahlen
Friedrichsdorf wurde 1784 von Jürgen Christian Findorff an der Westseite des Kanals im Zuge der Moorkolonisierung gegründet. Namensgeber ist Frederick Augustus, Duke of York and Albany, der im Jahr 1782 auf dem Weg von Lüneburg nach Worpswede die Region in den neuen Moorkolonien besuchte.
Im Jahr 1824 wird angegeben, dass der Ort 18 Feuerstellen habe. Am 1. Dezember 1910 hatte Friedrichsdorf 247 Einwohner.

### Eingemeindungen
Am 29. Januar 1929 wurden Friedrichsdorf und Langenhausen zur neuen Gemeinde Langenhausen zusammengeschlossen, die wiederum am 8. April 1974 im Zuge der Gebietsreform in Niedersachsen nach Gnarrenburg eingegliedert wurde.